# Jajah
Jajah je poskytovatel internetové telefonie jejž založili roku 2005 rakouští podnikatelé Roman Scharf a Daniel Mattes. Sídlo společnosti Jajah je v kalifornském Mountain View a v Lucembursku, vývojové středisko pak v Izraeli.
Hlavní službou poskytovatele je Jajah Web která uživatelům umožňuje telefonování mezi pevnými či mobilními telefonními linkami, telefonní spojení je však třeba aktivovat pomocí webového formuláře přes internet. Na počítači není potřeba instalovat žádný zvláštní software. Ceny spojení jsou většinou výrazně nižší než v případě tradiční volby čísla, v některých případech (mezi dvěma pevnými linkami registrovaných účastníků) je telefonování dokonce zdarma.